# Parachalciope
Parachalciope is een geslacht van vlinders van de familie spinneruilen (Erebidae), uit de onderfamilie Erebinae.

## Soorten
- P. agonia Hampson, 1913
- P. albifissa (Hampson, 1910)
- P. benitensis (Holland, 1894)
- P. binaria (Holland, 1894)
- P. deltifera (Felder & Rogenhofer, 1874)
- P. emiplaneta Berio, 1954
- P. euclidicola (Walker, 1858)
- P. inornata (Holland, 1894)
- P. longiplaga Hampson, 1913
- P. mahura (Felder & Rogenhofer, 1874)
- P. mixta Rothschild, 1921
- P. monoplaneta Hampson, 1913
- P. rotundata Gaede, 1936
- P. trigonometrica Hampson, 1913